# فيصل شرهان العرس
فيصل شرهان علي العرس الزبيدي هو عسكري وسياسي ومؤرخ عراقي، ولد في مدينة العمارة سنة 1925، وتوفي في بغداد في 26 حزيران 2016.

## سيرته
أنهى دراسته الابتدائية والمتوسطة في العمارة، ثم دخل الثانوية العسكرية سنة 1941، ثم دخل الكلية العسكرية وتخرج سنة 1945، وعين في صنف المخابرة، شارك في حرب فلسطين سنة 1948 في كفر قاسم وكان حينها برتبة ملازم ثان. ثم دخل كلية الأركان وتخرج منها سنة 1958.
أيد ثورة 14 تموز 1958 في بدايتها والتحقت بصفة ضابط ركن في الحركات العسكرية في وزارة الدفاع، لكنه اعتقل بعد فشل حركة الشواف في الموصل عام 1959 بتهمة أنه كان معه، وكانت ظروف الاعتقال والتحقيق صعبة، وأطلق سراحه بعد 100 يوم من الاعتقال، ثم تقرر إعادته للخدمة مجددا وعين ملحقا عسكريا في الباكستان.
شارك في تاسيس التنظيم القومي عام 1964 من عدد من الضباط. كما عمل معلما في كلية الأركان، ثم مديرا للتدريب العسكري لمدة 4 سنوات.
عين وزير دولة لشؤون الوحدة في 13 كانون الثاني 1968 خلفا للوزير المستقيل عبد الرزاق محيي الدين.
بعد ثورة 17 تموز 1968، أحيل إلى التقاعد وترك المنصب وتوجهت نحو العمل الحر وفتح مكتبا تجاريا فشارك في عدد من المناقصات لمشاريع طرق وجسور.
وفي عام 1971، اعتقل في قصر النهاية وتعرض إلى التعذيب الجسدي والنفسي، ولم يثبت شيء ضده وأطلق سراحي بعد عدة أشهر في الاعتقال، وكانت التهمة كونه قوميا عربيا فقط، وقد كان طه ياسين رمضان وناظم كزار من الذين أشرفوا على تعذيبه من أجل انتزاع اعترفات غير موجودة.

## مؤلفاته
من مؤلفاته وإصداراته:
- أصدر مجلة الجندي والمجلة العسكرية عندما كان مديرا للتدريب العسكري.
- 22 كتبيا بعنوان: اخترت لك
- كتاب «الحرب العراقية الإيرانية»، 3 أجزاء كبيرة
- كتاب «المواصلات العسكرية»

### مذكراته
- «مذكرات العميد الركن فيصل شرهان العرس 1925-1972» من تحقيق أ.م.د.نزار علوان عبد الله، نشرت سنة 2014.

## روابط خارجية
- فيصل شرهان العرس يخرج عن صمته في التسعين ويتحدّث لـ (الزمان)، جريدة الزمان، 15 تشرين الأول 2014